# Les Miscellanées de Mr Schott
Les Miscellanées de Mr Schott est un livre de l'écrivain britannique Ben Schott.
Cet ouvrage s'est écoulé à 2 millions d'exemplaires dans le monde ; la version française, sortie en octobre 2005 aux Éditions Allia, en est à son 7e tirage, soit 200 000 exemplaires (chiffres de mars 2007).
Ce livre peut être considéré comme une « collection de petits riens essentiels », pour reprendre les termes de l'auteur lui-même. « Un couteau suisse en forme de livre en quelque sorte ». Se côtoient sur une même page le nom des scores de golf, l'échelle de piquants des piments, l'impôt sur les chapeaux britannique et les longueurs de lacets.
Vous y trouverez le dîner à bord du Titanic le soir du 14 avril 1912 et l'échelle de Beaufort, des ultima verba et devises célèbres.
L'auteur a également écrit Les Miscellanées Culinaires de Mr Schott publié dans sa version française en 2007 chez le même éditeur. Vous y trouverez le menu du dîner pour le 45e anniversaire de John Fitzgerald Kennedy, la terminologie du Parmigiano Reggiano, le nombre de triangles de Toblerone, et autres recettes et anecdotes diverses.